# Calliostoma tricolor
Calliostoma tricolor är en snäckart som beskrevs av William More Gabb 1865. Calliostoma tricolor ingår i släktet Calliostoma och familjen Calliostomatidae. Inga underarter finns listade i Catalogue of Life.